# Costa-ricanische Futsalnationalmannschaft
Die costa-ricanische Futsalnationalmannschaft ist eine repräsentative Auswahl costa-ricanischer Futsalspieler. Die Mannschaft vertritt den costa-ricanischen Fußballverband bei internationalen Begegnungen. Das Team gehört zu den stärksten Teams der CONCACAF und wurde insgesamt viermal Nord- und Mittelamerikameister, zuletzt 2021.

## Abschneiden bei Turnieren
Costa Rica nahm an bislang allen vier Austragungen der CONCACAF-Meisterschaft teil. Dabei gewann man 2000 als Gastgeber das Turnier, vier Jahre war man erneut Gastgeber und schloss auf Rang 3 ab, der allerdings nicht für die Qualifikation zur WM reichte. Von 2012 bis 2021 konnte man sich die Nord- und Mittelamerikameisterschaft dreimal in Folge sichern und ist mit insgesamt 4 Siegen Rekordtitelträger dieses Wettbewerbs.
1992 nahm Costa Rica auf Einladung der FIFA erstmals an der Futsal-Weltmeisterschaft teil, schied dabei aber ohne Punktgewinn als Tabellenletzter in der Vorrunde aus. Acht Jahre später qualifizierte man sich als CONCACAF-Meister für die WM 2000 in Guatemala, hinter Russland und Kroatien schied man in der Vorrunde aus, mit einem 6:2-Erfolg gegen Australien errang man dabei aber zumindest den ersten WM-Sieg. Nachdem das Team die Ausgaben 2004 und 2008 verpasst, gelang seit 2012 immer die Qualifikation für das Weltturnier. 2016 wurde dabei zum ersten Mal die Vorrunde überstanden, das Achtelfinale ging dann mit 0:4 gegen Portugal verloren.

### Futsal-Weltmeisterschaft
- 1989 – nicht eingeladen
- 1992 – Vorrunde
- 1996 – nicht qualifiziert
- 2000 – Vorrunde
- 2004 – nicht qualifiziert
- 2008 – nicht qualifiziert
- 2012 – Vorrunde
- 2016 – Achtelfinale
- 2021 – Vorrunde
- 2024 – Achtelfinale

### Futsal-CONCACAF-Meisterschaft
- 1996 – Vorrunde
- 2000 – CONCACAF-Meister
- 2004 – 3. Platz
- 2008 – Vorrunde
- 2012 – CONCACAF-Meister
- 2016 – CONCACAF-Meister
- 2021 – CONCACAF-Meister
- 2024 – 4. Platz